# Fever (album)
Fever este cel de-al optulea album de studio al cântăreței australiene Kylie Minogue, lansat pe plan internațional la 1 octombrie 2001, sub egida casei de discuri Parlophone. Lansarea din Statele Unite a avut loc la 26 februarie 2002, prin Capitol Records, și a reprezentat primul album al solistei care să fie comercializat în această regiune de la Enjoy Yourself (1989). Minogue a colaborat cu textieri și producători precum Cathy Dennis, Rob David, Richard Stannard, Julian Gallagher, TommyD, Tom Nicholas și Pascal Gabriel pentru a crea un material discografic dance-pop, îmbibat cu numeroase elemente disco și Europop. Alte influențe ale materialului provin din genurile muzicale synth-pop sau club.
Patru cântece au contribuit la promovarea albumului, fiind lansate drept discuri single. „Can't Get You Out of My Head”, primul single, a fost lansat în luna septembrie a anului 2001 și a obținut un succes comercial masiv, ocupând prima poziție a clasamentelor din patruzeci de țări și comercializându-se în peste șase milioane de exemplare în întreaga lume. Considerată drept „piesa de referință” a lui Minogue, este cel mai bine vândut disc single al ei de până acum, fiind, de asemenea, unul dintre cele mai bine vândute single-uri din istorie. Următoarele single-uri, „In Your Eyes” și „Love at First Sight”, au obținut succes moderat în topurile internaționale. Ultimul single, „Come into My World”, a câștigat premiul Grammy pentru cea mai bună înregistrare dance la ediția din 2004 a galei de premii. Toate cele patru single-uri au devenit șlagăre de top zece atât în Australia, cât și Regatul Unit, „Can't Get You Out of My Head” ajungând pe prima poziție în ambele țări. Pentru a promova albumul, Minogue a pornit în turneul KylieFever2002.
În urma lansării sale, Fever a obținut recenzii pozitive din partea criticilor de specialitate, aceștia lăudând producția și sunetul cu priză la public. De asemenea, albumul s-a dovedit a fi un succes comercial, ocupând locul unu în topurile din țări precum Australia, Austria, Germania, Irlanda, și Regatul Unit. În Statele Unite, materialul s-a clasat pe locul trei în clasamentul Billboard 200, fiind cel mai de succes album al cântăreței. Fever a fost premiat cu șapte discuri de platină în Australia, cinci discuri de platină în Regatul Unit, și un disc de platină în Statele Unite. La ediția din 2002 a premiilor Brit, materialul a câștigat un premiu la categoria „Cel mai bun album internațional”. În Australia, Fever a fost al treisprezecelea cel mai bine vândut album al anilor 2000.

## Informații generale
În anul 1998, Minogue a fost concediată de la compania de înregistrări Deconstruction datorită vânzărilor slabe ale celui de-al șaselea ei album de studio, Impossible Princess. Astfel, cântăreața a semnat un contract cu casa de discuri Parlophone și și-a lansat cel de-al șaptelea album de studio, Light Years. Materialul ce conține cântece inspirate de genurile muzicale disco și europop s-a dovedit un succes atât din punct de vedere comercial, cât și din punct de vedere al recepției criticilor. Albumul a fost premiat cu patru discuri de platină în țara natală a lui Minogue, Australia, pentru expedierea a peste 280.000 de unități. De asemenea, Light Years a primit discul de platină în Regatul Unit, denotând cele peste 300.000 de unități vândute. „Spinning Around”, primul disc single extras de pe album, a fost un succes comercial, ocupând prima poziție a clasamentelor din Australia și Regatul Unit și primind, totodată, un disc de platină în Australia și un disc de argint în Regatul Unit. Cântăreața și-a promovat albumul prin intermediul turneului On a Night Like This.
La scurt timp după, Minogue a început să lucreze la cel de-al optulea ei album de studio, Fever. Pentru material, artista a colaborat cu diferiți producători și textieri, precum cantautoarea britanică Cathy Dennis, aceasta contribuind în calitate de compozitoare a două cântece, și producătoare a trei melodii; Rob Davis a compus și produs trei piese, iar Richard Stannard și Julian Gallagher au contribuit drept textieri și producători a șase cântece („Love at First Sight”, „In Your Eyes”, „Love Affair”, „Boy”, „Rendezvous At Sunset”, și „Music Will Always Love You”). Având o tematică similară cu Light Years, Fever este un album disco și dance-pop cu numeroase elemente din muzica adult contemporary și club. Înregistrările pieselor au avut loc la Studiourile Biffco din Dublin, Studiourile Hutch din Chicago, Studiourile Olympic din Londra, și Studiourile Stella.

## Structura muzicală și versurile
Din punct de vedere muzical, Fever a fost încadrat în genul dance-pop, fiind observate numeroase elemente influențate de muzica disco și Europop a anilor '70. Jacqueline Hodges de la publicația BBC Music a scris că discul nu este „pop pur”, fiind mai degrabă caracterizat de un sunet „aventuros” și orientat către muzica dance. Criticul Alex Needham de la revista NME a identificat un „efect de filtru disco” în numeroase cântece de pe album, descriindu-l drept „acel sunet asemănător cu momentul în care ești sub apă și ieși la suprafață extaziat”. Needhman a fost de părere că Fever este „o versiune actualizată” a „disco-ului spumos” de pe Light Years. Melodia de deschidere, „More More More”, și melodia de încheiere, „Burning Up”, sunt exemple de piese care înfățișează producția cu influențe disco a albumului. Primul cântec are un tempo rapid și o linie de bas „funky”, în timp ce ultimul cântec a fost descris drept o piesă disco „cu ardere lentă”. Elemente din genul muzical teen pop apar în melodii precum „Love at First Sight”, care include o introducere cu un pian electric, și „agresivul” „Give It to Me”. Primul disc single extras, „Can't Get You Out of My Head”, este un cântec dance și nu-disco „robotic”,  având un tempo moderat. Majoritatea criticilor de specialitate au opinat că diverse piese de pe album, în mod particular „Come Into My World”, sunt similare cu „Can't Get You Out of My Head”. Melodiile „Fever” și Dancefloor” sunt influențate de muzica synthpop și, respectiv, muzica de club. „In Your Eyes” conține nuanțe și elemente din genurile muzicale disco și techno. Influențe minore din muzica ambientală pot fi observate în structura lui „Fragile”, considerat a fi un cântec „atmosferic”. Vocea lui Minogue variază de la interpretări „senzuale” (în „More More More”) la interpretări „drăguțe” (în „Your Love”). Piesa menționată anterior conține o chitară acustică în instrumentație. Jason Thompson de la revista PopMatters a comentat faptul că artista „știe cum să se exprime prin intermediul unor linii melodice irezistibile și interpretări seducătoare”, precum cea din cântecul „Fever”, fiind inclus un „gâfâit sugestiv”. În comparație cu albumele de studio anterioare ale lui Minogue, Fever nu conține balade.
Versurile pieselor de pe disc se axează în principal pe teme precum dragostea și plăcerea. Thompson a spus că Fever se rezumă la a fi un album „despre dans, sex, și distracție”. În piesa „Love at First Sight” Minogue descrie modul în care aceasta s-a îndrăgostit de partenerul ei „la prima vedere” și cum acest lucru a condus la întâmplarea unor lucruri bune. „Can't Get You Out of My Head” a fost numit un cântec „misterios” deoarece solista nu menționează identitatea persoanei despre care cântă. Redactorul Dorian Lynskey de la ziarul The Guardian a sugerat faptul că Minogue își exprimă obsesia față de „fie un partener, fie o aventură de-o noapte evazivă, fie cineva care nu știe de existența ei”. Producția melodiei „Give It to Me” este în contradicție cu versurile acesteia: Minogue își îndeamnă partenerul să „încetinească,” însă instrumentalul „merge în direcția opusă și îi spune corpului tău să insiști puțin mai mult pe ringul de dans.” Versurile piesei „Fragile” sunt simple și „țintesc direct în inima [ascultătorului]”, în timp ce „Come Into My World” este o „declarație de iubire” în care Minogue își invită partenerul în viața ei. Pe de altă parte, cântecul „Dancefloor” abordează teme precum sfârșitul unei relații sau problemele, Minogue sărbătorind o despărțire „luând-o razna în muzică”.

## Lansare și copertă
Fever a fost lansat la 1 octombrie 2001 sub egida casei de discuri Parlophone în Australia, Regatul Unit, și alte țări din Europa. În Statele Unite, albumul a fost lansat prin compania de înregistrări Capitol Records la 26 februarie 2002, și a reprezentat primul album al solistei care să fie comercializat în această zonă de la Enjoy Yourself (1989). Astfel, Minogue a fost reintrodusă pe piața muzicală din Statele Unite după aproape treisprezece ani de inactivite în regiune. O versiune specială a albumului, care conține o piesă nelansată anterior și intitulată „Whenever You Feel Like It”, a fost lansată la 19 noiembrie 2002.
William Baker, stilist și prieten apropiat a lui Minogue, a colaborat alături de graficianul Tony Hung pentru a realiza conceptul de electro-minimalism al coperții. Imaginea a fost fotografiată de Vincent Peters și o înfățișează pe cântăreață „înfășurată cu un cablu de microfon, literalmente legată de el” și purtând un costum mulat alb realizat de Fee Doran, sub denumirea de Mrs Jones, și o pereche de pantofi confecționați de Manolo Blahnik. În cartea de modă retrospectivă Kylie / Fashion, lansată în anul 2012, Minogue a comentat cu privire la tema albumului, spunând: „Întreaga campanie a fost atât de puternică, sigură și interesantă. Stilizarea lui Willie a fost incredibilă, iar fotografia [lui Peter] a fost încă o copertă extraordinară făcută împreună.” Imaginea utilizată pentru coperta lansării din Statele Unite prezintă un portret al lui Minogue mușcând dintr-o brățară. Aceeași fotografie a fost utilizată drept copertă pentru una dintre cele două lansări în format CD ale celui de-al doilea single, „In Your Eyes”.

## Campania de promovare

### Discuri single

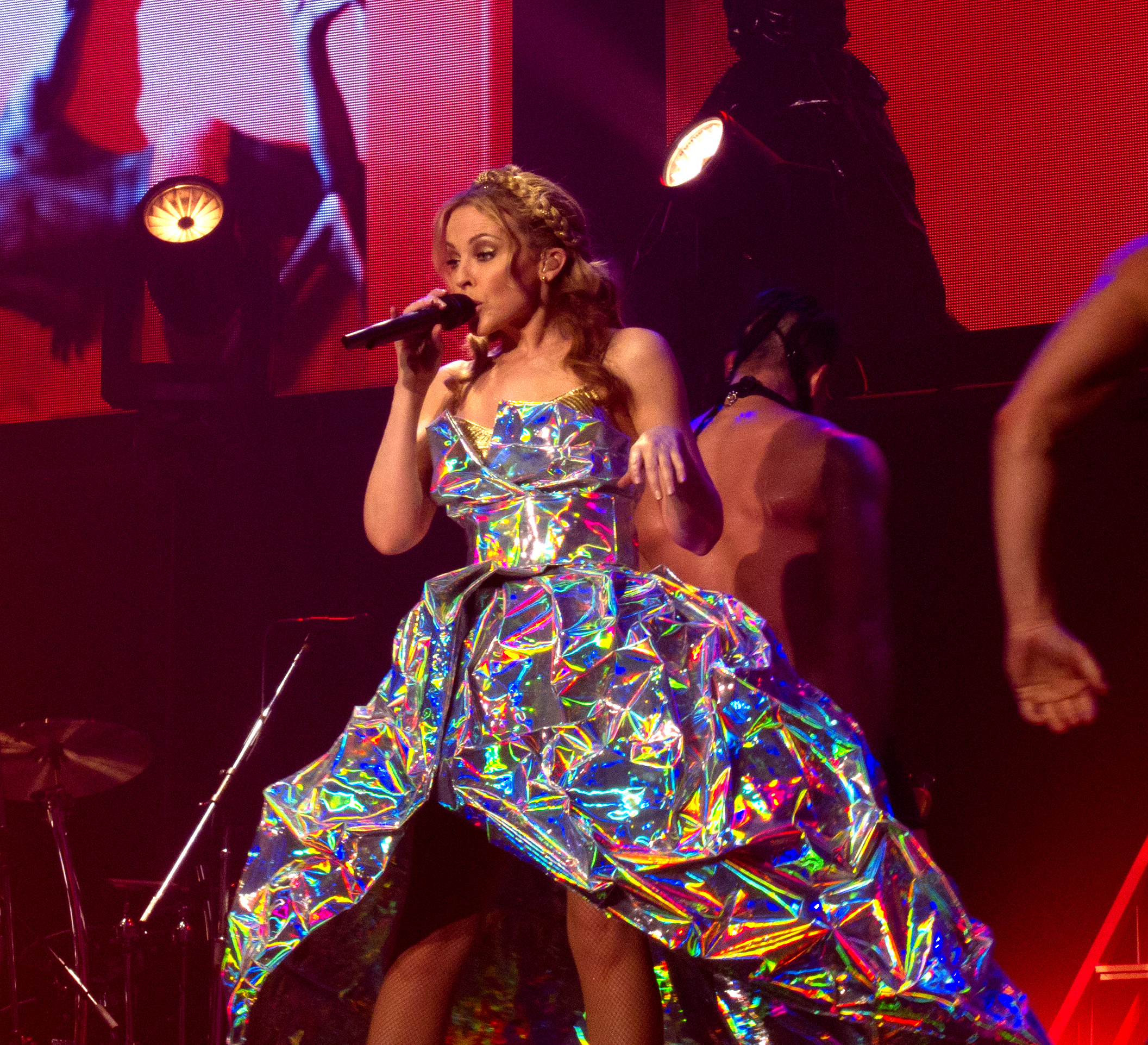
Minogue interpretând primul single, „Can't Get You Out of My Head”, într-un concert din cadrul turneului Aphrodite: Les Folies, 2011.

„Can't Get You Out of My Head” a fost lansat drept primul disc single extras de pe album la 17 septembrie 2001. Cântecul a primit recenzii pozitive din partea criticilor de specialitate, majoritatea lăudând energia și natura dansantă a acestuia. Din punct de vedere comercial, single-ul s-a bucurat de un succes masiv, clasându-se în fruntea clasamentelor din fiecare țară a Europei (cu excepția Finlandei), și în Australia. Melodia a fost lansată în Statele Unite la 18 februarie 2002 și a reușit să ajungă pe locul șapte în ierarhia Billboard Hot 100, devenind cel mai de succes single al cântăreței în această regiune de la „The Loco-Motion” (1988). Piesa a fost premiată cu trei discuri de platină în Australia pentru expedierea a 210.000 de unități, un disc de platină în Regatul Unit, denotând vânzări de peste 600.000 de exemplare, și un disc de aur în Statele Unite, marcând depășirea pragului de 500.000 de copii vândute. Videoclipul muzical pentru cântec a fost regizat de Dawn Shadforth și o prezintă pe Minogue și câțiva dansatori interpretând coregrafii în diferite fundaluri futuristice.
„In Your Eyes” a fost lansat drept cel de-al doilea disc single extras de pe album la 18 februarie 2002 în întreaga lume, cu excepția Statelor Unite, acolo unde „Can't Get You Out of My Head” tocmai fusese lansat. Piesa a primit, în general, recenzii pozitive din partea criticilor, fiind lăudate influențele din muzica house. A devenit cel de-al doilea single consecutiv care să ocupe locul întâi în clasamentele Australian Singles Chart și Romanian Top 100. De asemenea, cântecul a fost un succes internațional, devenind un șlagăr de top zece în țări precum Elveția, Italia, Finlanda, și Regatul Unit. Melodia a fost premiată cu discul de aur în Australia pentru vânzările de peste 35.000 de unități, în timp ce în Regatul Unit a primit discul de argint datorită celor 200.000 de exemplare vândute. Videoclipul muzical a fost, din nou, regizat de Shadforth, și o înfățișează pe Minogue dansând și pozând într-o cameră colorată de lumini tip neon.
„Love at First Sight” a fost lansat în calitate de al treilea single extras de pe album la 10 iunie 2002. Cântecul a fost bine primit de către critici, mulți dintre aceștia favorizând producția. Piesa a fost un succes comercial și a obținut poziții de top zece în țări precum Australia, Danemarca, Italia, Noua Zeelandă, Regatul Unit și România. O versiune remix realizată de Ruff și Jam a fost lansată în Statele Unite, și a reușit să ocupe locul douăzeci și trei în clasamentul Billboard Hot 100. Single-ul a fost premiat cu discul de aur în Australia și Noua Zeelandă, denotând vânzări de peste 35.000 și, respectiv, 7.500 de unități. Un videoclip muzical a fost regizat de Johan Renck și o prezintă pe Minogue dansând într-o locație futuristă și purtând o pereche de pantaloni cargo, precum și un machiaj turcoaz. Melodia a primit ulterior o nominalizare la premiul Grammy pentru cea mai bună înregistrare dance în anul 2003, marcând prima nominalizare Grammy din cariera artistei.
„Come Into My World” a fost lansat drept cel de-al patrulea și ultimul disc single extras de pe album la 11 noiembrie 2002. Cântecul a generat un răspuns favorabil din partea criticilor, aceștia apreciind conținutul versurilor. Pe plan comercial, single-ul a avut parte de un succes moderat, clasându-se în top zece în Australia, Belgia (regiunea Valonă, vorbitoare de limbă franceză), și Regatul Unit. Piesa a ocupat locul nouăzeci și unu în topul Billboard Hot 100 din Statele Unite, și a fost premiată cu discul de aur în Australia pentru vânzările care au depășit pragul de 35.000 de exemplare. Videoclipul muzical al melodiei a fost regizat de Michel Gondry și o înfățișează pe Minogue plimbându-se în jurul unei străzi aglomerate din Paris, Franța; de fiecare dată când aceasta completează un ciclu întreg, o copie a ei apare ieșind de pe ușa unui magazin, iar până la finalul clipului sunt prezente patru copii ale lui Minogue împreună.

### Turneu
Minogue a desfășurat turneul de concerte KylieFever2002 pentru a promova albumul. Spectacolele au fost împărțite în șapte acte, iar cântecele de pe album incluse în lista de melodii au fost „Can't Get You Out of My Head”, „Come Into My World”, „Fever”, „In Your Eyes”, „Love at First Sight” și „Burning Up”. Pentru interpretări, Minogue a ales ținute „subțiri” și mulate, purtând adesea un bikini strălucitor și o fustă cuplată cu o pereche de cizme argintii. Costumele au fost create de casă de modă de lux italiană Dolce & Gabbana, iar artista a trecut prin opt schimbări de ținute pe parcursul turneului. Concertele care au avut loc la arena Manchester Evening News, Anglia, au fost înregistrare pentru a fi incluse în lansarea DVD a concertului, intitulată KylieFever2002: Live in Manchester. Materialul a fost lansat la 18 noiembrie 2002 și a primit discul de platină în Canada pentru vânzări de peste 10.000 de unități, discul de aur în Germania pentru cele peste 25.000 de copii expediate, și două discuri de platină în Regatul Unit datorită celor 100.000 de exemplare vândute.

## Recepția criticilor
Fever a primit, în general, recenzii pozitive din partea criticilor de specialitate. Pe Metacritic albumul a primit un scor mediu de 68 din 100, bazat pe cincisprezece recenzii, indicând astfel „recenzii general favorabile”. Jason Thompson de la revista PopMatters a oferit o recenzie pozitivă și a lăudat conceptul și producția albumului, numindu-l „un disc perfect cu muzică dance minunată” și susținând că „probabil nu va mai fi vreun album mai bun decât acesta un an întreg”. Chris True de la publicația AllMusic a oferit, de asemenea, o recenzie pozitivă, declarându-se încântat de muzica disco și dance-pop simplă de album, adăugând că „nu este nici o piesă slabă sau vreo baladă siropoasă și rătăcită care să strice ritmul”. Alex Needham de la revista NME a observat că, în ciuda lipsei de profunzime, Fever este „la fel de efervescent ca o cădiță de masaj pentru picioare”, iar Minogue „le demonstrează începătorilor cum se face”. Dominique Leone de la Pitchfork a oferit o recenzie favorabilă, lăudând compoziția simplă și „plăcută” și numindu-l „un sunet matur de la un artist matur, îndeajuns de bun încât să o reinstaureze pe Minogue în generația VH1”.
Alexis Petridis de la ziarul The Guardian a lăudat natura comercială a materialului și l-a descris drept „un album pop matur ce este destinat mai degrabă serilor de alcool între fete decât discotecilor școlare”. Criticul Jacqueline Hodges a favorizat consistența albumului și a lăudat perspectiva comercială asociată, estimând că albumul „se va vinde în cantități foarte mari”. Într-o recenzie pentru revista Entertainment Weekly, Jim Farber a descris Fever drept „cel mai bun șlagăr dance retro de la «Blue» a lui Eiffel 65”, însă a opinat că Minogue „trage de formula (melodiei «Can't Get You Out of My Head») până la uscare”. Michael Hubbard de la revista MusicOMH a apreciat natura distractivă a albumului, fiind de părere că „dacă ai nevoie de ceva să asculți în timp ce conduci, ceva care să te facă să dansezi, să poți reda la o petrecere acasă, sau să îți înveselești colegii de muncă, Fever este pentru tine”. Sal Cinquemani de la Slant Magazine a oferit o recenzie negativă albumului, criticând vocea „dureros de precisă” a lui Minogue și monotonia pieselor.

## Performanța în clasamentele muzicale

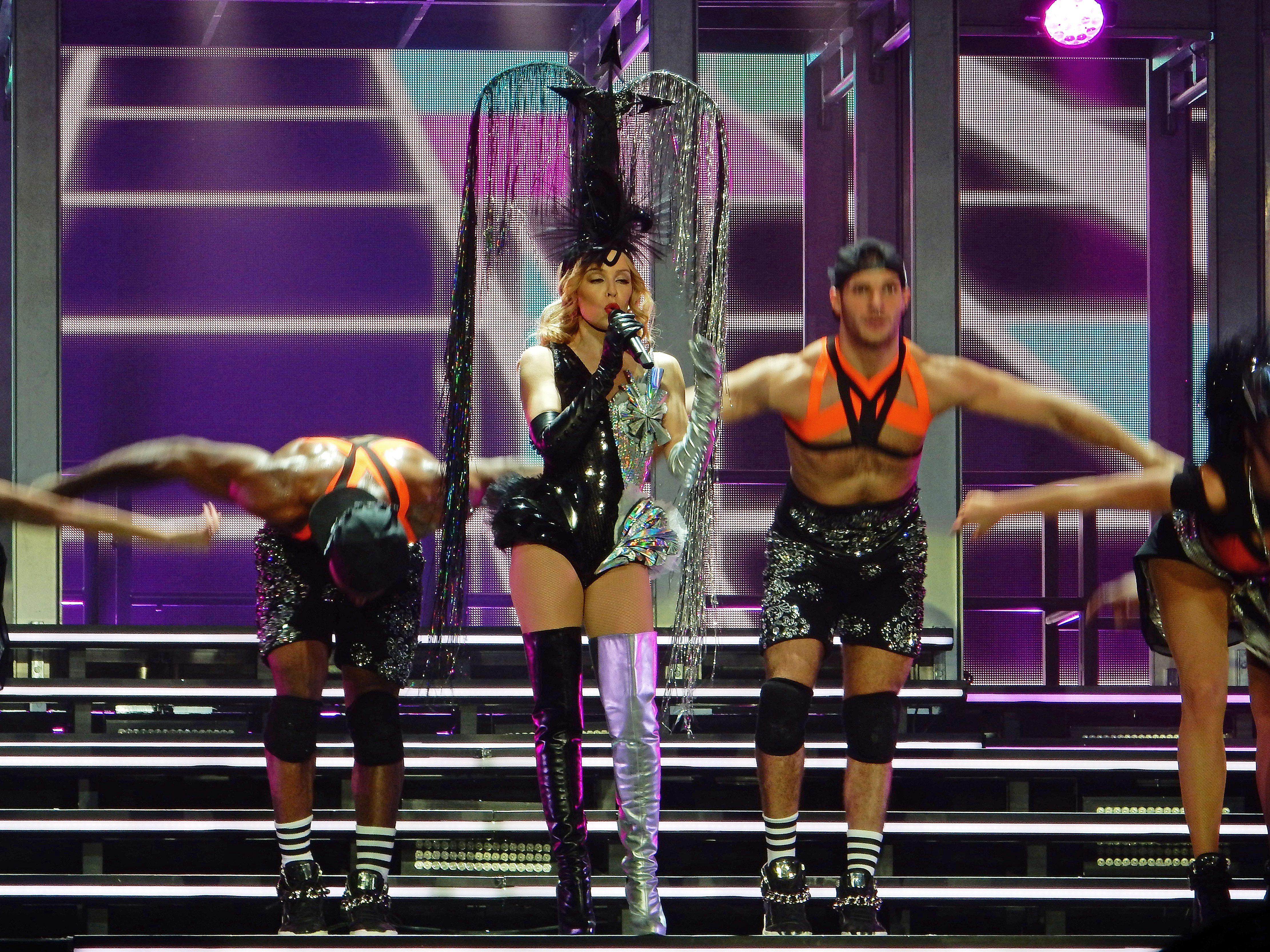
Minogue cântând piesa „Love at First Sight” în turneul Kiss Me Once (2014).

În țara de proveniență a lui Minogue, Australia, Fever a debutat pe prima poziție a clasamentului Australian Albums Chart, la 21 octombrie 2001. Albumul a staționat pe locul întâi timp de cinci săptămâni neconsecutive, și a fost premiat cu șapte discuri de platină de către Australian Recording Industry Association (ARIA) pentru depășirea pragului de 490.000 de unități expediate. Succesul albumului a fost de așa natură încât acesta a fost listat în top zece cele mai bine vândute albume din Australia atât în anul 2001, cât și în anul 2002, ocupând locurile cinci și, respectiv, patru. A fost, de asemenea, cel mai bine vândut album dance al anilor 2001 și 2002 în regiunea menționată anterior. În Regatul Unit, Fever a debutat în fruntea ierarhiei UK Albums Chart, la 13 octombrie 2001, și și-a menținut poziția timp de două săptămâni. Albumul a petrecut un total de șaptezeci de săptămâni în top patruzeci, și a primit cinci discuri de platină din partea British Phonographic Industry (BPI) datorită celor peste 1.500.000 de unități vândute.
Albumul s-a bucurat de un succes similar și în alte regiuni. În Austria, Fever a debutat pe locul unu în topul Austrian Albums Chart, și a acumulat douăzeci și nouă de săptămâni de prezență în clasament. În acest teritoriu, materialul a fost premiat cu discul de platină de către International Federation of the Phonographic Industry (IFPI) pentru vânzările de peste 15.000 de exemplare. În Danemarca, albumul a debutat pe poziția sa maximă, locul patru, și a fost premiat cu discul de aur.  În Elveția, albumul a debutat pe locul doisprezece în topul Swiss Albums Chart și a urcat pe poziția sa maximă, locul trei, în următoarea săptămână. International Federation of the Phonographic Industry a acordat albumului două discuri de platină pentru vânzările de peste 40.000 de copii. În Franța, Fever a debutat pe locul cincizeci și unu în clasamentul French Albums Chart, ascensionând ulterior către locul douăzeci și unu și păstrându-și poziția timp de trei săptămâni consecutive. Organizația Syndicat National de l'Édition Phonographique (SNEP) i-a acordat albumului un disc de platină pentru cele peste 100.000 de copii vândute. În Germania, albumul a debutat pe locul întâi în ierarhia German Albums Chart, menținându-și poziția timp de două săptămâni. În această regiune a fost premiat cu discul de platină de către Federal Association of Music Industry pentru expedierea a 200.000 de unități. În Irlanda, Fever a debutat pe locul doi în topul Irish Albums Chart și a urcat mai apoi către locul unu, petrecând o singură săptămână pe această poziție. În Noua Zeelandă, materialul discografic a debutat pe locul trei în clasamentul New Zealand Albums Chart, și a primit o certificare cu dublu disc de platină din partea Recording Industry Association of New Zealand (RIANZ) datorită vânzărilor de peste 30.000 de unități.
În Statele Unite, Fever a înregistrat vânzări de 115.000 de exemplare în prima săptămână, debutând pe locul trei în ierarhia Billboard 200 și devenind astfel cel mai bine clasat album al lui Minogue în această regiune. Organizația Recording Industry Association of America (RIAA) a oferit albumului un disc de platină, marcând depășirea pragului de 1.000.000 de unități vândute. În Canada, albumul a ajuns pe locul zece în topul Canadian Albums Chart și a petrecut două săptămâni în clasament. În această regiune, albumul a fost premiat cu dublu disc de platină de către Music Canada pentru vânzările de peste 200.000 de unități. Fever s-a vândut în peste opt milioane de exemplare în întreaga lume.

## Impact în cultura pop

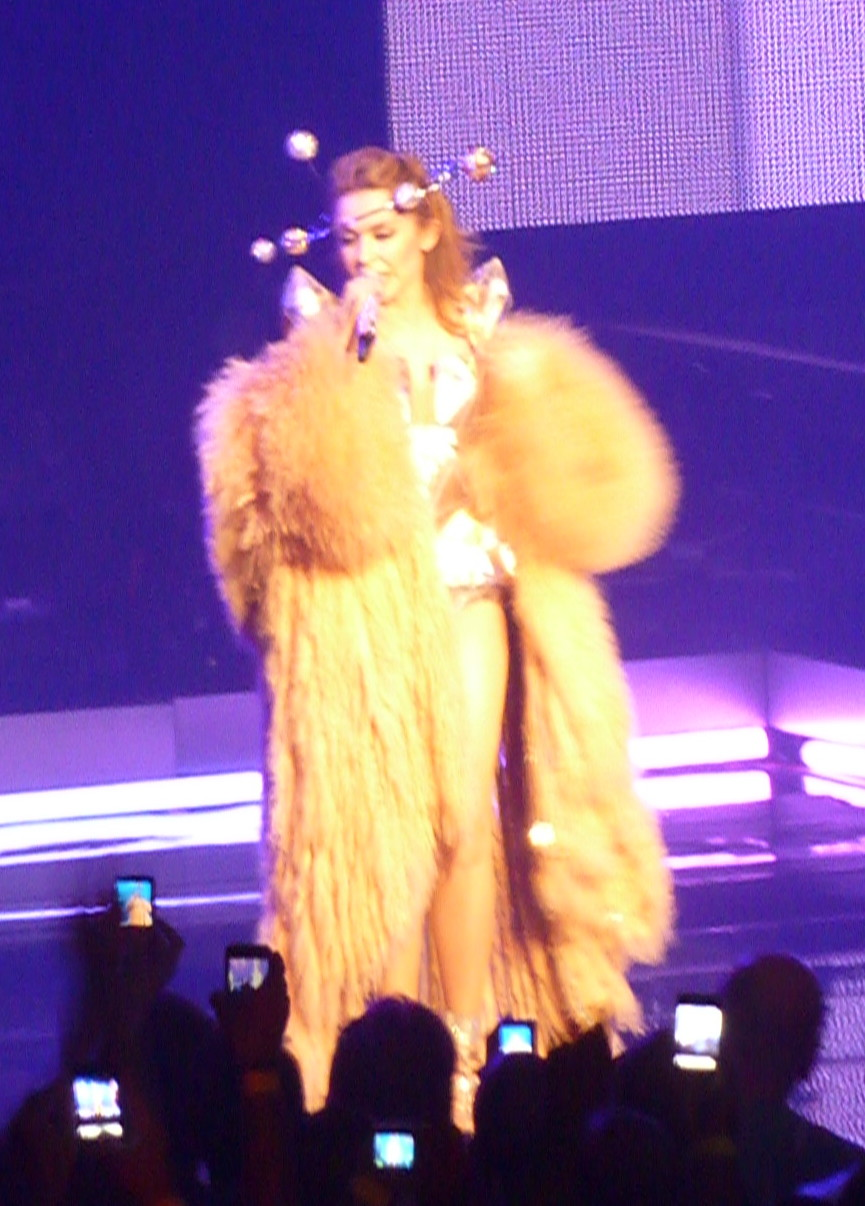
Minogue cântând cel de-al doilea single de pe album, „In Your Eyes”, într-un concert din turneul For You, For Me (2009).

Conform relatărilor, Fever s-a vândut în peste șase milioane de exemplare pe plan internațional, devenind cel mai bine vândut album al lui Minogue, până în prezent. Primul disc single extras de pe album, „Can't Get You Out of My Head”, a ajuns pe locul întâi în clasamentele din patruzeci de țări, înregistrând vânzări de peste șase milioane de copii în toată lumea și devenind astfel cel mai bine vândut single al solistei, precum și unul din cele mai bine vândute single-uri din istorie. Piesa este remarcată de faptul că a reprezentat cea mai mare și mai puternică lansare comercială a lui Minogue în Statele Unite, o regiune în care artista a obținut anterior un succes minor. Este, de asemenea, considerat a fi cântecul de referință al artistei. Impactul comercial al single-ului a sporit succesul albumului de proveniență în Statele Unite, oferindu-i lui Minogue singurul ei disc de platină în această regiune. Potrivit datelor furnizate de IFPI, Fever a fost al treisprezecelea cel mai bine vândut album al anului 2002 pe plan mondial.
Fever este considerat a fi un exemplu proeminent în „reinvențiile” constante ale lui Minogue. Imaginea adoptată de solistă în această perioadă a fost descrisă de Baker ca fiind „rafinată, minimalistă și postmodernă”, reprezentând o evoluție în comparație cu tonurile „stilului camp” ale albumului Light Years. Larissa Dubecki de la ziarul The Age a utilizat termenul „divă nu-disco” pentru a o descrie pe Minogue în această perioadă. Andy Battaglia de la ziarul The A.V. Club a opinat că imaginea publică a lui Minogue și personalitatea expusă de aceasta în videoclipurile sale muzicale „prezintă o versiune a unei muze mecanice ale cărui gesturi sunt energice și este fixată într-un loc, având sunetele unui sigiliu de vid”. Redactorul a remarcat ulterior faptul că „directorii executivi și igienici [ai cântăreței] au invocat un fel de suflet robotic și interesant, iar videoclipurile ei o înfățișează alunecând prin peisaje futuriste”. Adrien Begrand de la revista PopMatters a fost de părere că simplitatea albumului l-a transformat într-o „capodoperă elegantă”, iar experiența artistei și alegerile în materie de producători au rezultat într-o „Minogue de vreo treizeci și ceva de ani care a depășit muzica fără suflet și fără creier a staurilor pop tinere și americane precum Britney [Spears] și Christina [Aguilera].” Robbie Daw de la website-ul Idolator a precizat că single-ul „Toxic” lansat de Britney Spears în anul 2004, albumul de revenire al Madonnei, Confessions on a Dance Floor (2005), materialul discografic de debut al lui Paris Hilton, Paris (2006), și tranziția posturilor de radio către „un sunet orientat mai mult spre ritm” au avut loc toate după lansarea albumului Fever, deși a recunoscut că „nu avem cum să știm dacă cel de-al optulea album de studio al lui Kylie Minogue este direct responsabil pentru aceste evenimente din industria muzicii pop”. Într-o biografie a artistei publicată pe website-ul AllMusic, Chris True a comentat că lansarea albumului și a single-ului „Can't Get You Out of My Head” i-au întărit poziția solistei în calitate de idol muzical internațional și a marcat un punct definitoriu al carierei ei, spunând „Locul ei în istoria muzicii pop a fost consolidat în anul 2001, fiind totodată reintrodusă în America după mai bine de un deceniu”.
De asemenea, Fever i-a oferit lui Minogue o serie de premii și distincții. La ediția din 2002 a premiilor muzicale ARIA, albumul a câștigat premii la categoriile „Cea mai bună lansare pop” și „Cel mai bine vândut album”, primind o nominalizare la premiul pentru cel mai bun album al anului. În cadrul aceleiași ceremonii, „Can't Get You Out of My Head” a câștigat premiile „Single-ul anului” și „Cel mai bine vândut disc single”, în timp ce Minogue a fost laureată cu premiul pentru „Realizări excepționale”. La gala din 2002 a premiilor Brit, Fever a câștigat premiul pentru cel mai bun album internațional, iar Minogue a primit nominalizări la premiile „Cea mai bună cântăreață internațională solo” și „Cel mai bun artist pop”, câștigându-l pe cel dintâi menționat. La ediția din 2002 a premiilor MTV Europe Music, albumul a primit o nominalizare la categoria „Cel mai bun album”, iar Minogue a primit nominalizări la premiile „Cea mai bună artistă”, „Cel mai bun artist dance” și „Cel mai bun artist pop”, câștigând la ultimele două categorii. În această perioadă, cântăreața a obținut prima sa nominalizare la un premiu Grammy, atunci când piesa „Love at First Sight” a fost nominalizată la premiul Grammy pentru cea mai bună înregistrare dance la ediția din 2003. Single-ul a pierdut în fața formației britanice de muzică electronică Dirty Vegas, cu melodia „Days Go By”. Minogue a câștigat ulterior un premiu la aceeași categorie pentru piesa „Come Into World”, în anul 2004. Momentul a marcat prima oară când un artist australian câștigă un premiu la o categorie majoră în cadrul unei decernări americane de la formația Men at Work, laureată a premiului Grammy pentru cel mai bun artist nou în anul 1982. Este singurul premiu Grammy al solistei de până acum. În anul 2015, Fever a fost clasat pe locul treizeci și patru în clasamentul celor mai bune nouăzeci și nouă de albume dance din toate timpurile, întocmit de revista Vice.

## Lista cântecelor
| Nr.             | Titlu                          | Producer(s)        | Lungime |  |
| 1.              | „More More More”               | TommyD             | 4:40    |  |
| 2.              | „Love at First Sight”          | Stannard Gallagher | 3:57    |  |
| 3.              | „Can't Get You Out of My Head” | Dennis Davis       | 3:49    |  |
| 4.              | „Fever”                        | Fitzgerald         | 3:30    |  |
| 5.              | „Give It to Me”                | Picchiotti         | 2:48    |  |
| 6.              | „Fragile”                      | Davis              | 3:44    |  |
| 7.              | „Come into My World”           | Dennis Davis       | 4:30    |  |
| 8.              | „In Your Eyes”                 | Stannard Gallagher | 3:18    |  |
| 9.              | „Dancefloor”                   | Anderson           | 3:23    |  |
| 10.             | „Love Affair”                  | Stannard Gallagher | 3:47    |  |
| 11.             | „Your Love”                    | Gabriel Statham    | 3:47    |  |
| 12.             | „Burning Up”                   | Fitzgerald Nichols | 3:59    |  |
| Lungime totală: | Lungime totală:                | Lungime totală:    | 45:27   |  |

| Piesă bonus în Australia |             |                 |         |  |
| Nr.                      | Titlu       | Producer(s)     | Lungime |  |
| 13.                      | „Tightrope” | Gabriel Statham | 4:27    |  |

| Piese bonus în Japonia |                  |                              |         |  |
| Nr.                    | Titlu            | Producer(s)                  | Lungime |  |
| 12.                    | „Good Like That” | Cutfather Belmaati DioGuardi | 3:33    |  |
| 13.                    | „Baby”           | Winstanley Lodemal Aass      | 3:49    |  |
| 14.                    | „Burning Up”     | Fitzgerald Nichols           | 3:59    |  |

| Ediție limitată bonus în Statele Unite |             |                    |         |  |
| Nr.                                    | Titlu       | Producer(s)        | Lungime |  |
| 13.                                    | „Boy”       | Stannard Gallagher | 3:47    |  |
| 14.                                    | „Butterfly” | Picchiotti         | 4:09    |  |

| Relansare piese bonus japoneze |                                              |         |  |
| Nr.                            | Titlu                                        | Lungime |  |
| 12.                            | „Good Like That”                             | 3:34    |  |
| 13.                            | „Baby”                                       | 3:49    |  |
| 14.                            | „Burning Up”                                 | 4:00    |  |
| 15.                            | „Boy”                                        | 3:49    |  |
| 16.                            | „Butterfly”                                  | 4:07    |  |
| 17.                            | „Can't Get You Out of My Head” (music video) | 3:50    |  |
| 18.                            | „In Your Eyes” (music video)                 | 3:20    |  |

| Disc bonus asiatic AVCD |                                                        |         |  |
| Nr.                     | Titlu                                                  | Lungime |  |
| 1.                      | „Format data, nu poate fi rulat”                       | 0:06    |  |
| 2.                      | „Can't Get You Out of My Head” (videoclip)             | 3:50    |  |
| 3.                      | „In Your Eyes” (videoclip)                             | 3:19    |  |
| 4.                      | „Spinning Around” (videoclip)                          | 3:30    |  |
| 5.                      | „On a Night Like This” (videoclip)                     | 4:10    |  |
| 6.                      | „Can't Get You Out of My Head” (K & M's Mindprint Mix) | 6:36    |  |
| 7.                      | „In Your Eyes” (Jean Jacques Smoothie Mix)             | 6:23    |  |
| 8.                      | „Spinning Around”                                      | 3:28    |  |
| 9.                      | „Boy”                                                  | 3:50    |  |
| 10.                     | „Rendezvous at Sunset”                                 | 3:24    |  |

### Ediții speciale
| Nr.             | Titlu                             | Producător(i)      | Lungime |  |
| 1.              | „More More More”                  | TommyD             | 4:40    |  |
| 2.              | „Love at First Sight”             | Stannard Gallagher | 3:57    |  |
| 3.              | „Can't Get You Out of My Head”    | Dennis Davis       | 3:49    |  |
| 4.              | „Fever”                           | Fitzgerald         | 3:30    |  |
| 5.              | „Give It to Me”                   | Picchiotti         | 2:48    |  |
| 6.              | „Fragile”                         | Davis              | 3:44    |  |
| 7.              | „Come into My World” (Radio edit) | Dennis Davis       | 4:06    |  |
| 8.              | „In Your Eyes”                    | Stannard Gallagher | 3:18    |  |
| 9.              | „Dancefloor”                      | Anderson           | 3:23    |  |
| 10.             | „Love Affair”                     | Stannard Gallagher | 3:47    |  |
| 11.             | „Your Love”                       | Gabriel Statham    | 3:47    |  |
| 12.             | „Burning Up”                      | Fitzgerald Nichols | 3:59    |  |
| Lungime totală: | Lungime totală:                   | Lungime totală:    | 45:02   |  |

| Variantă specială bonus în Australia |             |                 |         |  |
| Nr.                                  | Titlu       | Producer(s)     | Lungime |  |
| 13.                                  | „Tightrope” | Gabriel Statham | 4:27    |  |

| Ediție specială cu piese bonus în japoneză |                  |         |  |
| Nr.                                        | Titlu            | Lungime |  |
| 12.                                        | „Good Like That” | 3:34    |  |
| 13.                                        | „Baby”           | 3:49    |  |
| 14.                                        | „Burning Up”     | 4:00    |  |
| 15.                                        | „Boy”            | 3:49    |  |
| 16.                                        | „Butterfly”      | 4:07    |  |

| Disc ediție specială bonus |                                                                      |         |  |
| Nr.                        | Titlu                                                                | Lungime |  |
| 1.                         | „Can't Get Blue Monday Out of My Head”                               | 4:03    |  |
| 2.                         | „Love at First Sight” (The Scumfrog's Beauty & the Beast Vocal Edit) | 4:28    |  |
| 3.                         | „Can't Get You Out of My Head” (Deluxe's Dirty Dub)                  | 6:52    |  |
| 4.                         | „In Your Eyes” (Roger Sanchez's Release the Dub Mix)                 | 7:18    |  |
| 5.                         | „Love at First Sight” (Ruff & Jam US Radio Mix)                      | 3:49    |  |
| 6.                         | „Come Into My World” (Fischerspooner Mix)                            | 4:20    |  |
| 7.                         | „Whenever You Feel Like It”                                          | 4:05    |  |

| Melodii bonus de pe ediția specială lansată în Japonia |                                                        |         |  |
| Nr.                                                    | Titlu                                                  | Lungime |  |
| 8.                                                     | „Tightrope”                                            | 4:29    |  |
| 9.                                                     | „Can't Get You Out of My Head” (K & M's Mindprint Mix) | 6:35    |  |
| 10.                                                    | „In Your Eyes” (Jean Jacques Smoothie Mix)             | 6:21    |  |
| 11.                                                    | „Can't Get You Out of My Head” (videoclip)             | 3:50    |  |
| 12.                                                    | „In Your Eyes” (videoclip)                             | 3:18    |  |
| 13.                                                    | „Love at First Sight” (videoclip)                      | 3:58    |  |
| 14.                                                    | „Come Into My World” (videoclip)                       | 4:14    |  |

## Acreditări și personal
Persoanele care au lucrat la acest album sunt preluate de pe AllMusic.
| - Kylie Minogue – voce principală, acompaniament vocal - Steve Anderson – aranjament, claviatură, producător, programare - William Baker – stilist - Adrian Bushby – mixaj - Tom Carlisle – mixaj - TommyD – mixaj, producător - Rob Davis – programare tobe, inginer de sunet, chitară electrică, claviatură, mixaj, producător - Cathy Dennis – claviatură, mixaj, producător, acompaniament vocal - Wendy Dougan – design - Bruce Elliot Smith – mixaj, programare - Tom Elmhirst – mixaj - Greg Fitzgerald – chitară, claviatură, producător, programare - Pascal Gabriel – mixaj, producător - Julian Gallagher – pian Rhodes, claviatură, producător - Billie Godfrey – acompaniament vocal | - Martin Harrington – inginer de sunet, chitară, claviatură, programare - Ash Howes – inginer de sunet, claviatură, mixaj, programare - Anders Kallmark – inginer de sunet, programare - Phil Larsen – inginer de sunet, mixaj, programare - Steve Lewinson – bas - Tom Nichols – producător - Tim Orford – mixaj - Vincent Peters – fotograf - Mark Picchiotti – mixaj, producător - Richard „Biff” Stannard – chitară, producător, acompaniament vocal - Paul Statham – producător - Alvin Sweeney – inginer de sunet, programare - John Thirkell – flaut, trompetă - Gavyn Wright – coarde - Paul Wright – inginer de sunet, mixaj |

## Prezența în clasamente
| Țară (clasament)                             | Poziția maximă | Referință |
| 2001–2002                                    | 2001–2002      | 2001–2002 |
| -------------------------------------------- | -------------- | --------- |
| Africa de Sud (RISA)                         | 3              | [ 120 ]   |
| Australia (ARIA)                             | 1              | [ 17 ]    |
| Austria (Ö3 Austria)                         | 1              | [ 75 ]    |
| Belgia (Ultratop 50 Flandra)                 | 14             | [ 121 ]   |
| Belgia (Ultratop 50 Valonia)                 | 12             | [ 122 ]   |
| Canada (Canadian Albums)                     | 10             | [ 90 ]    |
| Elveția (Swiss Hitparade)                    | 3              | [ 79 ]    |
| Europa (European Top 100 Albums)             | 1              | [ 123 ]   |
| Danemarca (Hitlisten)                        | 4              | [ 77 ]    |
| Finlanda (Suomen virallinen lista)           | 20             | [ 124 ]   |
| Franța (SNEP)                                | 21             | [ 81 ]    |
| Germania (Offizielle Top 100)                | 1              | [ 83 ]    |
| Grecia (Greek Albums)                        | 2              | [ 125 ]   |
| Irlanda (IRMA)                               | 1              | [ 85 ]    |
| Italia (FIMI)                                | 6              | [ 126 ]   |
| Japonia (Oricon)                             | 17             | [ 127 ]   |
| Noua Zeelandă (RMNZ)                         | 3              | [ 86 ]    |
| Norvegia (VG-lista)                          | 4              | [ 128 ]   |
| Olanda (Hitlisten)                           | 7              | [ 129 ]   |
| Polonia (ZPAV)                               | 12             | [ 130 ]   |
| Regatul Unit (UK Albums Chart)               | 1              | [ 73 ]    |
| Scoția (OCC)                                 | 1              | [ 131 ]   |
| Suedia (Sverigetopplistan)                   | 10             | [ 132 ]   |
| Statele Unite ale Americii (Billboard 200)   | 3              | [ 89 ]    |
| Statele Unite ale Americii (Top Album Sales) | 3              | [ 133 ]   |
| Ungaria (MAHASZ)                             | 8              | [ 134 ]   |
| 2017                                         |                |           |
| Regatul Unit (UK Albums Chart)               | 89             | [ 135 ]   |
| Scoția (OCC)                                 | 44             | [ 136 ]   |

| Țară (clasament)                           | Poziția maximă | Referință |
| 2001                                       | 2001           | 2001      |
| ------------------------------------------ | -------------- | --------- |
| Australia (ARIA)                           | 5              | [ 69 ]    |
| Austria (Ö3 Austria)                       | 24             | [ 137 ]   |
| Danemarca (Hitlisten)                      | 61             | [ 138 ]   |
| Elveția (Schweizer Hitparade)              | 18             | [ 139 ]   |
| Europa (European Top 100 Albums)           | 21             | [ 140 ]   |
| Franța (SNEP)                              | 143            | [ 141 ]   |
| Germania (Offizielle Top 100)              | 26             | [ 142 ]   |
| Olanda (MegaCharts)                        | 62             | [ 143 ]   |
| Regatul Unit (UK Albums Chart)             | 10             | [ 144 ]   |
| Suedia (Sverigetopplistan)                 | 92             | [ 145 ]   |
| 2002                                       |                |           |
| Australia (ARIA)                           | 4              | [ 70 ]    |
| Austria (Ö3 Austria)                       | 71             | [ 146 ]   |
| Belgia (Ultratop Flandra)                  | 67             | [ 147 ]   |
| Belgia (Ultratop Valonia)                  | 64             | [ 148 ]   |
| Elveția (Schweizer Hitparade)              | 41             | [ 149 ]   |
| Europa (European Top 100 Albums)           | 15             | [ 150 ]   |
| Franța (SNEP)                              | 55             | [ 151 ]   |
| Germania (Offizielle Top 100)              | 50             | [ 152 ]   |
| Olanda (MegaCharts)                        | 47             | [ 153 ]   |
| Regatul Unit (UK Albums)                   | 15             | [ 154 ]   |
| Statele Unite ale Americii (Billboard 200) | 82             | [ 155 ]   |
| În întreaga lume (IFPI)                    | 30             | [ 156 ]   |
| 2003                                       |                |           |
| Australia (ARIA)                           | 57             | [ 157 ]   |
| Regatul Unit (UK Albums)                   | 196            | [ 158 ]   |

| Țară (clasament anii 2000–2009) | Poziția maximă | Referință |
| ------------------------------- | -------------- | --------- |
| Australia (ARIA)                | 13             | [ 159 ]   |
| Regatul Unit (UK Albums)        | 43             | [ 160 ]   |

## Vânzări și certificări
| \| Țara \| Vânzări/ puncte \| Certificare \| Referințe \| \| --------------------------------- \| --------------- \| ----------- \| --------- \| \| Africa de Sud (RISA) \| +50.000 \| \| [161] \| \| Argentina (CAPIF) \| +20.000 \| \| [162] \| \| Australia (ARIA) \| +490.000 \| \| [68] \| \| Austria (IFPI Austria) \| +40.000 \| \| [76] \| \| Belgia (BEA) \| +25.000 \| \| [163] \| \| Canada (Music Canada) \| +200.000 \| \| [164] \| \| Danemarca (IFPI Danemarca) \| +25.000 \| \| [165] \| \| Elveția (IFPI Elveția) \| +80.000 \| \| [80] \| \| Franța (SNEP) \| +300.000 \| \| [82] \| \| Germania (BVMI) \| +300.000 \| \| [59] \| \| Grecia (IFPI Grecia) \| +15.000 \| \| [166] \| \| Hong Kong, China (IFPI Hong Kong) \| +10.000 \| \| [167] \| \| Olanda (NVPI) \| +40.000 \| \| [168] \| \| Noua Zeelandă (RMNZ) \| +30.000 \| \| [87] \| \| Polonia (ZPAV) \| +50.000 \| \| [169] \| \| Regatul Unit (BPI) \| +1.500.000 \| \| [7] \| \| Rusia (NFPF) \| +60.000 \| \| [170] \| \| Spania (PROMUSICAE) \| +100.000 \| \| [171] \| \| Suedia (GLF) \| +80.000 \| \| [172] \| \| Statele Unite ale Americii (RIAA) \| +1.159.000 \| \| [27][173] \| \| Ungaria (MAHASZ) \| +20.000 \| \| [174] \| \| Sumar \| \| \| \| \| Europa (IFPI) \| +3.000.000 \| \| [175] \| | Note - reprezintă „disc de aur”; - reprezintă „disc de platină”; - reprezintă „dublu disc de platină”; - reprezintă „triplu disc de platină”; - reprezintă „cvintuplu disc de platină”. - reprezintă „disc de diamant”. |             |                |
| Țara | Vânzări/ puncte | Certificare | Referințe      |
| Africa de Sud (RISA) | +50.000 |             | [ 161 ]        |
| Argentina (CAPIF) | +20.000 |             | [ 162 ]        |
| Australia (ARIA) | +490.000 |             | [ 68 ]         |
| Austria (IFPI Austria) | +40.000 |             | [ 76 ]         |
| Belgia (BEA) | +25.000 |             | [ 163 ]        |
| Canada (Music Canada) | +200.000 |             | [ 164 ]        |
| Danemarca (IFPI Danemarca) | +25.000 |             | [ 165 ]        |
| Elveția (IFPI Elveția) | +80.000 |             | [ 80 ]         |
| Franța (SNEP) | +300.000 |             | [ 82 ]         |
| Germania (BVMI) | +300.000 |             | [ 59 ]         |
| Grecia (IFPI Grecia) | +15.000 |             | [ 166 ]        |
| Hong Kong, China (IFPI Hong Kong) | +10.000 |             | [ 167 ]        |
| Olanda (NVPI) | +40.000 |             | [ 168 ]        |
| Noua Zeelandă (RMNZ) | +30.000 |             | [ 87 ]         |
| Polonia (ZPAV) | +50.000 |             | [ 169 ]        |
| Regatul Unit (BPI) | +1.500.000 |             | [ 7 ]          |
| Rusia (NFPF) | +60.000 |             | [ 170 ]        |
| Spania (PROMUSICAE) | +100.000 |             | [ 171 ]        |
| Suedia (GLF) | +80.000 |             | [ 172 ]        |
| Statele Unite ale Americii (RIAA) | +1.159.000 |             | [ 27 ] [ 173 ] |
| Ungaria (MAHASZ) | +20.000 |             | [ 174 ]        |
| Sumar | |             |                |
| Europa (IFPI) | +3.000.000 |             | [ 175 ]        |